# Moneda de un yen

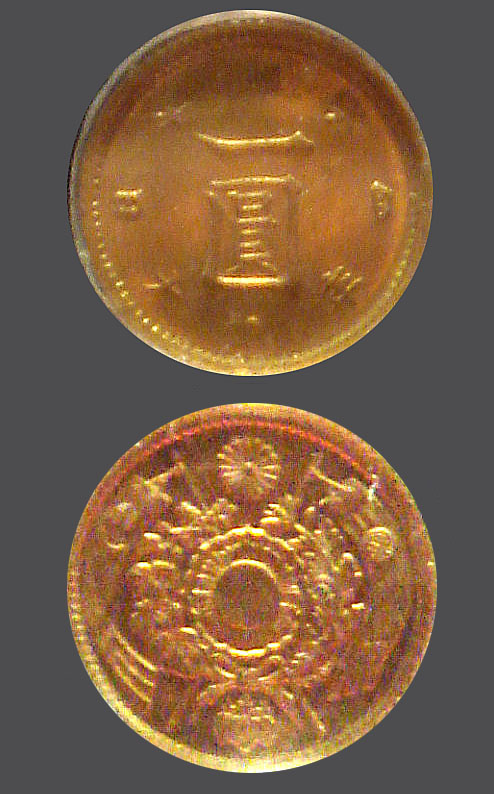
Moneda primitiva de un yen (1.5 g de oro puro), anverso y reverso

La moneda de un yen (一円硬貨 Ichi-en kōka?) es actualmente la denominación más pequeña del yen japonés. La primera moneda de un yen japonés fue acuñada en 1830. El diseño actual fue acuñado por primera vez en 1955.

## Historia
La primera moneda fue acuñada en 1870. En su anverso presentó un dragón con una inscripción circular alrededor. En el reverso había un sol radiante rodeado por una guirnalda, con emblema de crisantemo (símbolo de la familia imperial japonesa), flanqueada por motivos florales por arriba. Se emitieron muchas monedas de plata de un yen entre 1870 y 1914, complementadas por pequeñas monedas de oro de un yen emitidas entre 1871 y 1880 (más una edición especial de coleccionistas desde 1892). Las monedas de plata de un yen acuñadas después de que Japón adoptase el patrón oro (moneda basada en oro) en 1897 no habían sido expedidas para uso doméstico, excepto para su uso en el Taiwán japonés y en el comercio exterior. 
La moneda de latón de un yen fue acuñada durante 1948-1950. 
El diseño actual se introdujo en 1955, cuando fue acuñada la primera moneda de aluminio de un yen.

## Diseño actual
La parte frontal de la moneda de aluminio de un yen actual tiene el número "1" en un círculo con el año de emisión en kanji abajo y el reverso tiene un árbol joven, destinado a simbolizar el crecimiento sano del Japón.

## Uso no monetario

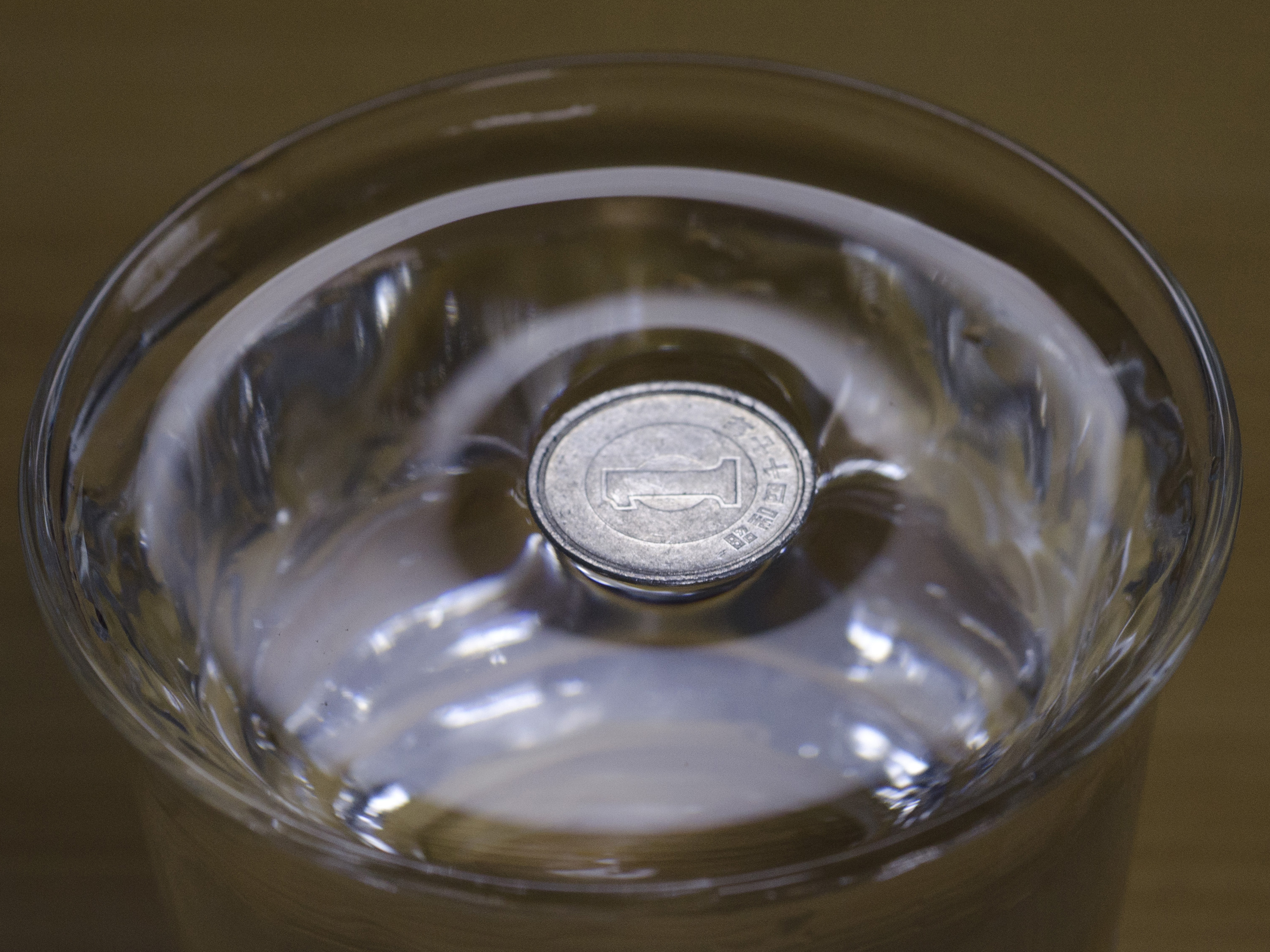
Una moneda de aluminio de un yen flotando en la superficie del agua.

Puesto que todas las monedas de un yen pesan 1 gramo, a veces se utilizan como ponderación. Si se ubican con cuidado, las monedas de un yen no se rompen por la tensión superficial y pueden flotar en el agua (o más bien, descansar en la superficie).
- Datos: Q3813419
- Multimedia: 1 yen coins / Q3813419